# Skadestuen
Denne side handler om den amerikanske tv-serie. For afdelingen på et sygehus, se Skadestue.
Skadestuen (originaltitel ER) er en amerikansk drama-serie der kørte fra 1994 til 2009.
Serien handler primært om lægerne og sygeplejerskerne på County Hospital i Chicago. Mange af de oprindelige skuespillere er ikke med i de nyere afsnit, hvor de er blevet skiftet ud med andre karakterer. Serien betragtes som en af de bedste drama-serier i nyere tid, og den har i historien været nomineret til 124 Emmy Awards, hvilket er rekord for en drama-serie. I løbet af dens levetid har navne som Sally Field, Ewan McGregor, Don Cheadle, Alan Alda, James Cromwell, Forest Whitaker, William H. Macy, James Woods og Ray Liotta ligeledes gæsteoptrådt i serien. 

## Kort rolleliste
- Anthony Edwards – Dr. Mark Greene (Sæson 1-8)
- George Clooney – Dr. Doug Ross, børnelæge (Sæson 1-5)
- Eriq La Salle – Dr. Peter Benton (Sæson 1-8)
- Noah Wyle – Dr. John Carter (Sæson 1-12)
- Sherry Stringfield – Dr. Susan Lewis (Sæson 1-3, vender tilbage i Sæson 8-12)
- Maura Tierney – Abbigail "Abby" Lockhart (Sæson 6-Nuværende)
- Goran Visnjic – Dr. Luka Kovac (Sæson 6-Nuværende)
- Paul McCrane – Dr. Robert "Rocket" Romano (Sæson 4-10)